# Ozarchaea waldockae
Ozarchaea waldockae är en spindelart som beskrevs av Rix 2006. Ozarchaea waldockae ingår i släktet Ozarchaea och familjen Pararchaeidae.
Artens utbredningsområde är Western Australia. Inga underarter finns listade i Catalogue of Life.